# Gino Paoli
Gino Paoli (Monfalcone, 1934. szeptember 23. –) olasz énekes, dalszerző, politikus.

## Élete
Monfalconéban (Friuli-Venezia Giulia) született, de családja már korán Genovába költözött. Ismert a La gatta (A nősténymacska) című dalával lett 1961-ben. 1987 és 1992 között a Független Baloldal parlamenti képviselője volt. A 18 éves Stefania Sandrelli színésznő két éves viszonyuk után , 1964-ben házasságon kívül leánygyermeket szült neki.

## Albumok
- Gino Paoli (1961)
- Le cose dell'amore (1962)
- Basta chiudere gli occhi (1964)
- Gino Paoli allo Studio A (1965)
- Le canzoni per "Emmeti" (1966)
- Gino Paoli and The Casuals (1967)
- Le due facce dell'amore (1971)
- Rileggendo vecchie lettere d'amore (1971)
- Amare per vivere (1972)
- I semafori rossi non sono Dio (1974)
- Ciao, salutime un po' Zena (1975)
- Le canzoni di Gino Paoli' (1976, collection)
- Il mio mestiere (1977)
- La ragazza senza nome (1978)
- Il gioco della vita (1979)
- Ha tutte le carte in regola (1980)
- Averti addosso (1984)
- La luna e il Sig. Hyde (1984)
- Insieme (1985)
- Cosa farò da grande (1986)
- Sempre (1988)
- L'ufficio delle cose perdute (1988)
- Gino Paoli '89 dal vivo (1990, live)
- Matto come un gatto (1991)
- Senza contorno solo… per un'ora (1992)
- King Kong (1994)
- Amori dispari (1995)
- Appropriazione indebita (1996)
- Pomodori (1998)
- Per una storia (2000)
- Se (2002)
- Una lunga storia (2004)
- Ti ricordi? No non mi ricordo (2004)
- Gino Paoli & Arsen Dedic u Lisinskom (2005)